# Copa de la Liga de Inglaterra 2021-22
La Copa de la Liga de Inglaterra 2021-22 fue la temporada número 62 de la Copa de la Liga de Inglaterra. También conocida como Carabao Cup por motivos de patrocinio, la competición está abierta a todos los clubes que participan en la Premier League y la English Football League. Esta edición fue obtenida por el Liverpool F.C.
El Manchester City fue el campeón defensor por cuarta vez consecutiva, tras retener el trofeo en 2021, derrotando al Tottenham Hotspur en la final en el Wembley Stadium en Londres el 25 de abril de 2021. El ganador de la competencia se clasificará para la ronda de play-off de la UEFA Europa Conference League 2022–23.

## Acceso
Los 92 clubes de la Premier League y la English Football League ingresaron a la Copa EFL de la temporada. El acceso se distribuyó entre las 4 mejores ligas del Sistema de ligas de fútbol de Inglaterra. Durante las dos primeras rondas, el sorteo se regionalizó en clubes del norte y del sur.
En la primera ronda, participaron 22 de los 24 equipos de la Championship y todos los equipos de la League One, y la League Two.
En la siguiente ronda, entraron los dos equipos restantes del campeonato Fulham y  West Brom (que terminaron 18 y 19 respectivamente en la temporada Premier League 2020-21), y los equipos de la Premier League que no participaron de la Champions League, de la Europa League o de la UEFA Europa Conference League 2021–22.
Chelsea, Leicester City, Liverpool, Manchester City, Manchester United, Tottenham Hotspur y West Ham recibieron pases para la tercera ronda por su participación en competiciones europeas.
|                              | Equipos que entran en esta ronda                                                                              | Equipos que pasan de la ronda anterior | Número de partidos |
| ---------------------------- | --- | -------------------------------------- | ------------------ |
| Primera ronda (70 equipos)   | - 24 equipos de la EFL League Two - 24 equipos de la EFL League One - 22 equipos de la EFL Championship       | - N/A                                  | 35                 |
| Segunda ronda (50 equipos)   | - 2 equipos de la EFL Championship - 13 equipos de Premier League (no involucrados en competiciones europeas) | - 35 ganadores de la primera ronda     | 25                 |
| Tercera ronda (32 equipos)   | - 7 equipos de Premier League (involucrados en competiciones europeas)                                        | - 25 ganadores de la segunda ronda     | 16                 |
| Cuarta ronda (16 equipos)    | | - 16 ganadores de la tercera ronda     | 8                  |
| Cuartos de final (8 equipos) | | - 8 ganadores de la cuarta ronda       | 4                  |
| Semifinal (4 equipos)        | | - 4 ganadores de la quinta ronda       | 2                  |
| Final (2 equipos)            | | - 2 ganadores de la semifinal          | 1                  |

## Primera ronda
Un total de 70 equipos jugaron la primera ronda: 24 de la League Two (nivel 4), 24 de la League One (nivel 3), y 22 de la Championship (nivel 2). El sorteo de esta ronda se dividió geográficamente en secciones "norte" y "sur". Los equipos se sortearon contra un equipo de la misma sección. Todos los partidos están programados para jugarse el 9 de agosto de 2021, sin embargo, podrían trasladarse entre el 31 de julio y el 4 de agosto. Danny Mills y Andy Cole realizaron el sorteo en Sky Sports News el 24 de junio de 2021.
| 31 de julio de 2021 | Bournemouth (2)                                                  | 5-0     | Milton Keynes Dons (3) | Bournemouth         |  |
| 13:00 BST           | 35' Brooks · 47' Solanke · 72' Philip Billing · 80' Chris Saydee | Reporte |                        | Estadio: Dean Court |  |

| 1 de agosto de 2021 | Sheffield Wednesday (3)                                         | 0-0 (2-4 pen.) | Huddersfield Town (2)                           | Sheffield                     |  |
| 13:00 BST           | Sam Hutchinson · Dennis Adeniran · Massimo Luongo · Liam Palmer | Reporte        | Rhodes · Thomas · Danel Sinani · Lewis O' Brien | Estadio: Hillsborough Stadium |  |

| 10 de agosto de 2021 | Derby County (2)                                   | 3-3 (5-3 pen.) | Salford City (4)              | Derby                       |  |
| 19:45 BST            | 43' Hutchinson · 71' Kazim-Richards · 82' Morrison | Reporte        | 8' Turnbull · 14', 84' Morris | Estadio: Pride Park Stadium |  |

| 10 de agosto de 2021 | Hartlepool United (4) | 0-1     | Crewe Alexandra (3) | Hartlepool                               |  |
| 19:45 BST            |                       | Reporte | 50' Ainley          | Estadio: Victoria Park Asistencia: 3,150 |  |

| 10 de agosto de 2021 | Shrewsbury Town (3)  | 2-2 (4-2 pen.) | Lincoln City (3)                  | Shrewsbury          |  |
| 19:45 BST            | 79', 85' Daniel Udoh | Reporte        | 49' Tom Hooper · 52' Teddy Bishop | Estadio: New Meadow |  |

| 10 de agosto de 2021 | Mansfield Town (4) | 0-3     | Preston North End (2)                     | Mansfield           |  |
| 19:45 BST            |                    | Reporte | 45+1', 81' Scott Sinclair · 71' Emil Riis | Estadio: Field Mill |  |

| 10 de agosto de 2021 | Port Vale (4)     | 1-2     | Sunderland (3)                      | Stoke-on-Trent     |  |
| 19:45 BST            | 67' Jamie Proctor | Reporte | 40' Josh Hawkes · 50' Aiden O'Brien | Estadio: Vale Park |  |

| 10 de agosto de 2021 | Sheffield United (2) | 1-0     | Carlisle United (4) | Sheffield             |  |
| 19:45 BST            | 24' Rhian Brewster   | Reporte |                     | Estadio: Bramall Lane |  |

| 10 de agosto de 2021 | Blackpool (2)                                       | 3-0     | Middlesbrough (2) | Blackpool                |  |
| 19:45 BST            | 31' Connoly · 77' Shane Lavery · 78' Keshi Anderson | Reporte |                   | Estadio: Bloomfield Road |  |

| 10 de agosto de 2021 | Harrogate Town (4) | w/o. | Rochdale (4) | Harrogate              |  |
| ? BST                |                    |      |              | Estadio: Wetherby Road |  |

| 10 de agosto de 2021 | Stoke City (2)             | 2-1 | Fleetwood Town (3) | Stoke-on-Trent          |  |
| 19:45 BST            | 45' Surridge · 77' Souttar |     | 90+4' Chester      | Estadio: Bet365 Stadium |  |

| 10 de agosto de 2021 | Walsall (4)                                                         | 0-0 (3-4 pen.) | Doncaster Rovers (3)                                            | Walsall                 |  |
| 19:45 BST            | Wilkinson · Phillips · Osadebe · Earing · Kiernan · Ward · Kinsella |                | Gardner · Close · Cukur · Williams · Barlow · Anderson · Knyole | Estadio: Bescot Stadium |  |

| 10 de agosto de 2021 | Oldham Athletic (4)         | 2-2 (4-3 pen.) | Tranmere Rovers (4)    | Oldham                 |  |
| 19:45 BST            | 59' Bahamboula · 70' Davies |                | 40' Foley · 51' Nevitt | Estadio: Boundary Park |  |

| 10 de agosto de 2021 | Rotherham United (3) | 1-2 | Accrington Stanley (3)   | Rotherham                 |  |
| 19:45 BST            | 76' Sadlier          |     | 38' Charles · 86' Bishop | Estadio: New York Stadium |  |

| 10 de agosto de 2021 | Barrow (4) | 1-0 | Scunthorpe United (4) | Barrow-in-Furness      |  |
| 19:45 BST            | 50' Sea    |     |                       | Estadio: Holker Street |  |

| 10 de agosto de 2021 | Hull City (2)    | 1-1 (7-8 pen.) | Wigan Athletic (3) | Kingston upon Hull    |  |
| 19:45 BST            | 55' Lewis-Potter |                | 50' Humphrys       | Estadio: KCOM Stadium |  |

| 10 de agosto de 2021 | Bolton Wanderers (3)                               | 0-0 (5-4 pen.) | Barnsley (2)                            | Horwich                               |  |
| 19:45 BST            | Sarcević · Isgrove · Bakayoko · Kachunga · Sheehan |                | Benson · Kane · Helik · Williams · Cole | Estadio: University of Bolton Stadium |  |

| 10 de agosto de 2021 | Nottingham Forest (2)  | 2-1 | Bradford City (4) | Nottingham           |  |
| 19:45 BST            | 39', 41' João Carvalho |     | 54' Cooke         | Estadio: City Ground |  |

| 10 de agosto de 2021 | Blackburn Rovers (2) | 1-2 | Morecambe (3)                      | Blackburn           |  |
| 19:45 BST            | 22' Dolan            |     | 52' Stockton · 85' (pen.) Phillips | Estadio: Ewood Park |  |

| 10 de agosto de 2021 | Cambridge United (3)       | 0-0 (3-1 pen.) | Swindon Town (4)                     | Cambridge              |  |
| 19:45 BST            | Iroside · Smith · Williams |                | Payne · McKirdy · Reed · Donald-Hunt | Estadio: Abbey Stadium |  |

| 10 de agosto de 2021 | Exeter City (4) | 0-0 (3-4 pen.) | Wycombe Wanderers (3) | Exeter                 |  |
| 19:45 BST            |                 |                |                       | Estadio: St James Park |  |

| 10 de agosto de 2021 | Crawley Town (4)                  | 2-2 (9-10 pen.) | Gillingham (3)              | Crawley                     |  |
| 19:45 BST            | 55' Ashford · 90+7' Daniel-Davies |                 | 3' Sithole · 90+3' Phillips | Estadio: Broadfield Stadium |  |

| 11 de agosto de 2021 | Burton Albion (3) | 1-1 (2-4 pen.) | Oxford United (3) | Burton upon Trent        |  |
| 19:45 BST            | 90+6' Mousinho    |                | 85' Holland       | Estadio: Pirelli Stadium |  |

| 10 de agosto de 2021 | Coventry City (2) | 1-2 | Northampton Town (4) | Coventry             |  |
| 19:45 BST            | 13' Walker        |     | 52', 70' Etete       | Estadio: Ricoh Arena |  |

| 10 de agosto de 2021 | Ipswich Town (3) | 0-1 | Newport County (4) | Ipswich               |  |
| 19:45 BST            |                  |     | 13' Abraham        | Estadio: Portman Road |  |

| 10 de agosto de 2021 | Forest Green Rovers (4)       | 2-2 (6-5 pen.) | Bristol City (2)       | Nailsworth            |  |
| 19:45 BST            | 11' Matt · 90+6' Regan Hendry |                | 40', 67' Saikou Janneh | Estadio: The New Lawn |  |

| 10 de agosto de 2021 | Reading (2) | 0-3 | Swansea City (2)                           | Reading                   |  |
| 19:45 BST            |             |     | 18' Latibeadière · 60' Cabango · 83' Piroë | Estadio: Madejski Stadium |  |

| 10 de agosto de 2021 | Cardiff City (2)              | 3-2 | Sutton United (4)                 | Cardiff                       |  |
| 19:45 BST            | 44', 50' Watkins · 84' Murphy |     | 4' Donovan Wilson · 90' Coby Rowe | Estadio: Cardiff City Stadium |  |

| 10 de agosto de 2021 | Bristol Rovers (4) | 0-2 | Cheltenham Town (3)        | Bristol                   |  |
| 19:45 BST            |                    |     | 58' May · 71' Kyle Vassell | Estadio: Memorial Stadium |  |

| 10 de agosto de 2021 | Peterborough United (2) | 0-4 | Plymouth Argyle (3)                         | Peterborough                 |  |
| 19:45 BST            |                         |     | 23', 43' Hardie · 66' Jephcott · 84' Camará | Estadio: London Road Stadium |  |

| 10 de agosto de 2021 | Leyton Orient (4) | 1-1 (3-5 pen.) | Queens Park Rangers (2) | Leyton                 |  |
| 19:45 BST            | 74' Drinan        |                | 16' Dickie              | Estadio: Brisbane Road |  |

| 10 de agosto de 2021 | Stevenage (4)              | 2-2 (3-0 pen.) | Luton Town (2)         | Stevenage              |  |
| 19:45 BST            | 2' List · 25' Leslie-Coker |                | 5' Jerome · 40' Muskwe | Estadio: Broadhall Way |  |

| 10 de agosto de 2021 | Millwall (2)             | 2-1 | Portsmouth (3)       | Bermondsey       |  |
| 19:45 BST            | 21' Malone · 27' Saville |     | 4' Hackett-Fairchild | Estadio: The Den |  |

| 10 de agosto de 2021 | Birmingham City (2) | 1-0 | Colchester United (4) | Birmingham           |  |
| 19:45 BST            | 7' Oakley           |     |                       | Estadio: St Andrew's |  |

| 10 de agosto de 2021 | Charlton Athletic (3) | 0-1 | AFC Wimbledon (3) | Londres             |  |
| 19:45 BST            |                       |     | 25' Osew          | Estadio: The Valley |  |

## Segunda ronda
Un total de 50 clubes juegan en la segunda ronda: los 35 ganadores de la primera ronda, los 2 clubes del Campeonato (ruta 2) que no entraron en la primera ronda, más los 13 clubes de la Premier League que no están en la competencia europea. El sorteo de esta ronda se dividió geográficamente en secciones "norte" y "sur". Los equipos se sortearon contra un equipo de la misma sección. El sorteo de esta ronda se llevó a cabo el 11 de agosto de 2021.
Sección Norte
| 24 de agosto de 2021                                       | Oldham Athletic (4) | 0–0 (5–4 p)                                        | Accrington Stanley Football Club (3) | Oldham                                                                  |  |
| 19:45 BST                                                  |                     | Reporte                                            |                                      | Estadio: Boundary Park Asistencia: 2,362 Árbitro: Sebastian Stockbridge |  |
|                                                            |                     | Penaltis                                           |                                      |                                                                         |  |
| Hart · Keillor-Dunn · Bahamboula · Whelan · Adams · Luamba |                     | Sykes · Charles · Morgan · Savin · Leigh · Butcher |                                      |                                                                         |  |

| 24 de agosto de 2021                                              | Wigan Athletic (3) | 0–0 (5–4 p)                                              | Bolton Wanderers (3) | Wigan                                       |  |
| 19:45 BST                                                         |                    | Reporte                                                  |                      | Estadio: DW Stadium Árbitro: Thomas Bramall |  |
|                                                                   |                    | Penaltis                                                 |                      |                                             |  |
| Power · Aasgaard · Jordan Jones · Naylor · Humphrys · Jamie Jones |                    | Doyle · Sarcevic · Lee · Afolayan · Sheehan · Delfouneso |                      |                                             |  |

| 24 de agosto de 2021 | Huddersfield Town (2) | 1–2     | Everton (1)                | Huddersfield                                                       |  |
| 19:45 BST            | - Lees 45'            | Reporte | - Iwobi 26' - Townsend 68' | Estadio: Kirklees Stadium Asistencia: 10,459 Árbitro: Matt Donohue |  |

| 24 de agosto de 2021 | Sheffield United (2)      | 2–1     | Derby County (2) | Sheffield                                                          |  |
| 19:45 BST            | - Freeman 53' - Sharp 76' | Reporte | - Sibley 44'     | Estadio: Bramall Lane Asistencia: 7,973 Árbitro: Anthony Backhouse |  |

| 24 de agosto de 2021 | Stoke City (2)            | 2–0     | Doncaster Rovers (3) | Stoke-on-Trent                                                  |  |
| 19:45 BST            | - Ince 38' - Surridge 48' | Reporte |                      | Estadio: Bet365 Stadium Asistencia: 6,193 Árbitro: Marc Edwards |  |

| 24 de agosto de 2021 | Shrewsbury Town (3) | 0–2     | Rochdale (4)                       | Shrewsbury                                                  |  |
| 19:00 BST            |                     | Reporte | - Beesley 68' (pen.) - Cashman 75' | Estadio: New Meadow Asistencia: 2,229 Árbitro: Scott Oldham |  |

| 24 de agosto de 2021 | Nottingham Forest (2) | 0–4     | Wolverhampton Wanderers (1)                               | Nottingham                                                   |  |
| 20:00 BST            |                       | Reporte | - Saïss 58' - Podence 60' - Trincão 86' - Gibbs-White 88' | Estadio: City Ground Asistencia: 10,769 Árbitro: Andy Davies |  |

| 24 de agosto de 2021 | Morecambe (3)                    | 2–4     | Preston North End (2)                                   | Morecambe                                                       |  |
| 19:45 BST            | - O' Connor 45+4' - Stockton 61' | Reporte | - Riis Jakobsen 7', 33' - Ledson 64' - Van den Berg 79' | Estadio: Mazuma Stadium Asistencia: 4,334 Árbitro: James Oldham |  |

| 24 de agosto de 2021 | Blackpool (2)            | 2–3     | Sunderland (3)            | Blackpool                                                        |  |
| 19:45 BST            | - Lavery 9' - Bowler 87' | Reporte | - O'Brien 12', 57', 90+1' | Estadio: Bloomfield Road Asistencia: 5,756 Árbitro: Peter Wright |  |

| 24 de agosto de 2021 | Leeds United (1)                   | 3–0     | Crewe Alexandra (3) | Beeston                                                           |  |
| 19:45 BST            | - Phillips 79' - Harrison 85', 90' | Reporte |                     | Estadio: Elland Road Asistencia: 34,154 Árbitro: Benjamin Speedie |  |

| 24 de agosto de 2021 | Barrow (4) | 0–6     | Aston Villa (1)                                                    | Barrow-in-Furness                                                             |  |
| 19:45 BST            |            | Reporte | - Archer 10', 62', 88' - El Ghazi 24' (pen.), 45+2' - Guilbert 75' | Estadio: Progression Solicitors Stadium Asistencia: 5,349 Árbitro: Martin Coy |  |

| 25 de agosto de 2021                                         | Newcastle United (1) | 0–0 (3–4 p)                                 | Burnley (1) | Newcastle upon Tyne                                                 |  |
| 19:45 BST                                                    |                      | Reporte                                     |             | Estadio: St James' Park Asistencia: 30,082 Árbitro: Oliver Langford |  |
|                                                              |                      | Penaltis                                    |             |                                                                     |  |
| Saint-Maximin · Willock · Joelinton · S. Longstaff · Almirón |                      | Wood · Barnes · McNeil · Brownhill · Taylor |             |                                                                     |  |

Sección Sur
| 24 de agosto de 2021 | Brentford (1)                        | 3–1     | Forest Green Rovers (4) | Brentford                                                                    |  |
| 19:45 BST            | - Wissa 60' - Mbeumo 75' - Forss 86' | Reporte | Aitchison 8'            | Estadio: Brentford Community Stadium Asistencia: 12,137 Árbitro: Will Finnie |  |

| 24 de agosto de 2021 | Millwall (2)                      | 3–1     | Cambridge United (3) | Bermondsey                                            |  |
| 19:45 BST            | - M. Wallace 39', 42' - Smith 54' | Reporte | - Williams 33'       | Estadio: The Den Asistencia: 4,005 Árbitro: Neil Hair |  |

| 24 de agosto de 2021 | Norwich City (1)                                             | 6–0     | Bournemouth (2) | Norwich                                                             |  |
| 19:00 BST            | - Tzolis 12', 66' - McLean 26' - Rupp 33' - Sargent 49', 75' | Reporte |                 | Estadio: Carrow Road Asistencia: 20,090 Árbitro: Charles Breakspear |  |

| 24 de agosto de 2021 | Cardiff City (2) | 0–2     | Brighton & Hove Albion (1) | Cardiff                                                             |  |
| 19:45 BST            |                  | Reporte | - Moder 9' - Zeqiri 55'    | Estadio: Cardiff City Stadium Asistencia: 6,013 Árbitro: James Bell |  |

| 24 de agosto de 2021 | Birmingham City (2) | 0–2     | Fulham (2)                        | Bordesley                                                      |  |
| 19:45 BST            |                     | Reporte | - Stansfield 26' - Robinson 90+2' | Estadio: St Andrew's Asistencia: 4,783 Árbitro: Samuel Barrott |  |

| 24 de agosto de 2021                      | Gillingham (3) | 1–1 (4–5 p)                               | Cheltenham Town (3) | Gillingham                                            |  |
| 19:45 BST                                 | Oliver 20'     | Reporte                                   | May 24'             | Estadio: MEMS Priestfield Stadium Árbitro: David Rock |  |
|                                           |                | Penaltis                                  |                     |                                                       |  |
| Lee · O'Keefe · Lloyd · Carayol · Adshead |                | Thomas · Wright · Lloyd · Tozer · Chapman |                     |                                                       |  |

| 24 de agosto de 2021 | Queens Park Rangers (2)                     | 2–0     | Oxford United (3) | White City                                                                    |  |
| 19:45 BST            | - Dickie 26' - Chambers-Parillon 40' (a.g.) | Reporte |                   | Estadio: Kiyan Prince Foundation Stadium Asistencia: 8,154 Árbitro: Tom Nield |  |

| 24 de agosto de 2021 | Swansea City (2)                            | 4–1     | Plymouth Argyle (3) | Swansea                                                                |  |
| 19:00 BST            | - Williams 29' - M. Whittaker 79', 86', 90' | Reporte | Shirley 63'         | Estadio: Swansea.com Stadium Asistencia: 17,491 Árbitro: Robert Madley |  |

| 24 de agosto de 2021                   | Stevenage (4)         | 2–2 (3–5 p)                                        | Wycombe Wanderers (3)           | Stevenage                                     |  |
| 19:45 BST                              | - List 50' - Reid 77' | Reporte                                            | - Akinfenwa 23' - De Barr 90+4' | Estadio: Lamex Stadium Árbitro: Declan Bourne |  |
|                                        |                       | Penaltis                                           |                                 |                                               |  |
| Norris · James-Wildin · Reeves · Coker |                       | Jacobson · Horgan · Pendlebury · Mehmeti · De Barr |                                 |                                               |  |

| 24 de agosto de 2021 | Northampton Town (4) | 0–1     | AFC Wimbledon (3) | Northampton                                                      |  |
| 19:45 BST            |                      | Reporte | Hartigan 90+4'    | Estadio: Sixfields Stadium Asistencia: 3,257 Árbitro: Ross Joyce |  |

| 24 de agosto de 2021 | Watford (1)  | 1–0     | Crystal Palace (1) | Watford                                                        |  |
| 19:45 BST            | Fletcher 86' | Reporte |                    | Estadio: Vicarage Road Asistencia: 9,011 Árbitro: Tim Robinson |  |

| 25 de agosto de 2021 | West Bromwich Albion (2) | 0–6     | Arsenal (1)                                                        | West Bromwich                              |  |
| 20:00 BST            |                          | Reporte | - Aubameyang 17', 45', 62' - Pépé 45+1' - Saka 50' - Lacazette 80' | Estadio: The Hawthorns Árbitro: David Webb |  |

| 25 de agosto de 2021 | Newport County (4) | 0–8     | Southampton (1)                                                                             | Newport                                         |  |
| 19:45 BST            |                    | Reporte | - Broja 9', 57' - Tella 25' - Walker-Peters 44' - Elyounoussi 48', 55', 90+1' - Redmond 69' | Estadio: Rodney Parade Árbitro: Darren Drysdale |  |

## Tercera ronda
Un total de 32 equipos jugaron en esta ronda Chelsea, Leicester City, Liverpool, Manchester City, Manchester United, Tottenham Hotspur y West Ham United ingresan en esta ronda debido a su participación en la Liga de Campeones de la UEFA, la Liga Europa de la UEFA y la Liga Europa Conferencia de la UEFA respectivamente. El sorteo se realizó el 25 de agosto de 2021 después de la conclusión de la eliminatoria de la segunda ronda entre West Bromwich Albion vs. Arsenal. Esta ronda no se extenderá a las secciones norte y sur como las rondas anteriores. Las eliminatorias se jugaron durante la semana del 20 de septiembre de 2021.
| 21 de septiembre de 2021 | Burnley (1)                    | 4–1     | Rochdale (4)  | Burnley                                                        |  |
| 19:45 BST                | - Rodríguez 50', 60', 62', 76' | Reporte | - Beesley 47' | Estadio: Turf Moor Asistencia: 9,125 Árbitro: Geoff Eltringham |  |

| 21 de septiembre de 2021                                                         | Fulham (2) | 0–0 (5–6 p)                                                                    | Leeds United (1) | Fulham                                                           |  |
| 19:45 BST                                                                        |            | Reporte                                                                        |                  | Estadio: Craven Cottage Asistencia: 11,299 Árbitro: Tim Robinson |  |
|                                                                                  |            | Penaltis                                                                       |                  |                                                                  |  |
| - Onomah - Cavaleiro - Kebano - Bryan - Hector - Mawson - Decordova-Reid - Muniz |            | - Rodrigo - James - Phillips - Dallas - Forshaw - Firpo - Gelhardt - McKinstry |                  |                                                                  |  |

| 21 de septiembre de 2021 | Manchester City (1)                                                       | 6–1     | Wycombe Wanderers (3) | Mánchester                                                       |  |
| 19:45 BST                | - De Bruyne 29' - Mahrez 43', 83' - Foden 45+1' - Torres 71' - Palmer 88' | Reporte | - Hanlan 22'          | Estadio: Etihad Stadium Asistencia: 30,959 Árbitro: Robert Jones |  |

| 21 de septiembre de 2021 | Norwich City (1) | 0–3     | Liverpool (1)                  | Norwich                                                         |  |
| 19:45 BST                |                  | Reporte | - Minamino 4', 80' - Origi 50' | Estadio: Carrow Road Asistencia: 26,353 Árbitro: Darren England |  |

| 21 de septiembre de 2021 | Preston North End (2)                                           | 4–1     | Cheltenham Town (3) | Preston                                                      |  |
| 19:45 BST                | - Hughes 25' - Rafferty 37' - Maguire 82' - Riis Jakobsen 90+3' | Reporte | - Vassell 56'       | Estadio: Deepdale Asistencia: 6,561 Árbitro: Dean Whitestone |  |

| 21 de septiembre de 2021                                                  | Queens Park Rangers (2) | 2–2 (8–7 p)                                                                | Everton (1)                | White City                                                                        |  |
| 19:45 BST                                                                 | - Austin 18', 34'       | Reporte                                                                    | - Digne 30' - Townsend 47' | Estadio: Kiyan Prince Foundation Stadium Asistencia: 12,888 Árbitro: Kevin Friend |  |
|                                                                           |                         | Penaltis                                                                   |                            |                                                                                   |  |
| - Austin - Ball - Barbet - Willock - Adomah - Duke-McKenna - Amos - Dunne |                         | - Holgate - Keane - Townsend - Gray - Gordon - Doucouré - Godfrey - Davies |                            |                                                                                   |  |

| 21 de septiembre de 2021                 | Sheffield United (2)        | 2–2 (2–4 p)                                    | Southampton (1)           | Sheffield                                                    |  |
| 19:45 BST                                | - Stevens 8' - McBurnie 66' | Reporte                                        | - Diallo 23' - Salisu 53' | Estadio: Bramall Lane Asistencia: 8,934 Árbitro: John Brooks |  |
|                                          |                             | Penaltis                                       |                           |                                                              |  |
| - Norwood - Brewster - Osborn - McBurnie |                             | - Ward-Prowse - Adams - Broja - Diallo - Romeu |                           |                                                              |  |

| 21 de septiembre de 2021 | Watford (1)    | 1–3     | Stoke City (2)                        | Watford                                                           |  |
| 19:45 BST                | - Fletcher 61' | Reporte | - Powell 25' - Clucas 80' - Tymon 85' | Estadio: Vicarage Road Asistencia: 8,421 Árbitro: Tony Harrington |  |

| 21 de septiembre de 2021 | Wigan Athletic (3) | 0–2     | Sunderland (3)               | Wigan                                                        |  |
| 19:45 BST                |                    | Reporte | - Broadhead 26' - O'Nien 54' | Estadio: DW Stadium Asistencia: 6,511 Árbitro: Leigh Doughty |  |

| 21 de septiembre de 2021 | Newport County (4)                                                    | 7–0     | Oldham Athletic (4) | Brentford                                                           |  |
| 19:45 BST                | - Forss 3' (pen.), 16', 44', 60' - Wissa 38', 87' - Diarra 43' (a.g.) | Reporte |                     | Estadio: Community Stadium Asistencia: 12,819 Árbitro: Simon Hooper |  |

| 22 de septiembre de 2021 | Brighton & Hove Albion (1) | 2–0     | Swansea City (2) | Brighton                                                           |  |
| 19:30 BST                | - Connolly 33', 38'        | Reporte |                  | Estadio: Amex Stadium Asistencia: 8,838 Árbitro: Michael Salisbury |  |

| 22 de septiembre de 2021 | Arsenal (1)                                           | 3–0     | AFC Wimbledon (3) | Londres                                                              |  |
| 19:45 BST                | - Lacazette 11' (pen.) - Smith Rowe 77' - Nketiah 80' | Reporte |                   | Estadio: Emirates Stadium Asistencia: 56,276 Árbitro: Jarred Gillett |  |

| 22 de septiembre de 2021                      | Chelsea (1)  | 1–1 (4–3 p)                                       | Aston Villa (1) | Londres                                                           |  |
| 19:45 BST                                     | - Werner 54' | Reporte                                           | - Archer 64'    | Estadio: Stamford Bridge Asistencia: 35,892 Árbitro: Graham Scott |  |
|                                               |              | Penaltis                                          |                 |                                                                   |  |
| - Lukaku - Mount - Barkley - Chilwell - James |              | - El Ghazi - A. Young - Nakamba - Konsa - Buendía |                 |                                                                   |  |

| 22 de septiembre de 2021 | Manchester United (1) | 0–1     | West Ham United (1) | Mánchester                                                      |  |
| 19:45 BST                |                       | Reporte | - Lanzini 9'        | Estadio: Old Trafford Asistencia: 72,568 Árbitro: Jonathan Moss |  |

| 22 de septiembre de 2021 | Millwall (2) | 0–2     | Leicester City (1)            | Londres                                                 |  |
| 19:45 BST                |              | Reporte | - Lookman 50' - Iheanacho 88' | Estadio: The Den Asistencia: 9,985 Árbitro: Andy Madley |  |

| 22 de septiembre de 2021                                   | Wolverhampton Wanderers (1)    | 2–2 (2–3 p)                        | Tottenham Hotspur (1)     | Wolverhampton                                                      |  |
| 19:45 BST                                                  | - Dendoncker 38' - Podence 58' | Reporte                            | - Ndombélé 14' - Kane 23' | Estadio: Molineux Stadium Asistencia: 28,798 Árbitro: Peter Bankes |  |
|                                                            |                                | Penaltis                           |                           |                                                                    |  |
| - Hwang - João Moutinho - Rúben Neves - Dendoncker - Coady |                                | - Kane - Reguilón - Gil - Højbjerg |                           |                                                                    |  |

## Fase final
Un total de 16 equipos jugarán en esta ronda. Las eliminatorias se jugarán durante la semana que comienza el 25 de octubre de 2021, el sorteo se realizó al culminar la Tercera ronda.

### Cuadro de desarrollo
|  | Octavos de final           | Octavos de final           |                     |                       | Cuartos de final             | Cuartos de final             |  |                       | Semifinales              | Semifinales              | Semifinales              | Semifinales              |  |             | Final                 | Final                 |  |
|  | 26 y 27 de octubre de 2021 | 26 y 27 de octubre de 2021 |                     |                       | 21 y 22 de diciembre de 2021 | 21 y 22 de diciembre de 2021 |  |                       | 5 al 20 de enero de 2022 | 5 al 20 de enero de 2022 | 5 al 20 de enero de 2022 | 5 al 20 de enero de 2022 |  |             | 27 de febrero de 2022 | 27 de febrero de 2022 |  |
|  |                            |                            |                     |                       |                              |                              |  |                       |                          |                          |                          |                          |  |             |                       |                       |  |
|  |                            |                            |                     |                       |                              |                              |  |                       |                          |                          |                          |                          |  |             |                       |                       |  |
|  | Burnley (1)                | 0                          |                     |                       |                              |                              |  |                       |                          |                          |                          |                          |  |             |                       |                       |  |
|  | Burnley (1)                | 0                          |                     |                       |                              |                              |  |                       |                          |                          |                          |                          |  |             |                       |                       |  |
|  | Tottenham Hotspur (1)      | 1                          |                     |                       |                              |                              |  |                       |                          |                          |                          |                          |  |             |                       |                       |  |
|  | Tottenham Hotspur (1)      | 1                          |                     | Tottenham Hotspur (1) | 2                            |                              |  |                       |                          |                          |                          |                          |  |             |                       |                       |  |
|  |                            |                            |                     | Tottenham Hotspur (1) | 2                            |                              |  |                       |                          |                          |                          |                          |  |             |                       |                       |  |
|  |                            |                            | West Ham United (1) | 1                     |                              |                              |  |                       |                          |                          |                          |                          |  |             |                       |                       |  |
|  | West Ham United (1) (p.)   | 0 (5)                      | West Ham United (1) | 1                     |                              |                              |  |                       |                          |                          |                          |                          |  |             |                       |                       |  |
|  | West Ham United (1) (p.)   | 0 (5)                      |                     |                       |                              |                              |  |                       |                          |                          |                          |                          |  |             |                       |                       |  |
|  | Manchester City (1)        | 0 (3)                      |                     |                       |                              |                              |  |                       |                          |                          |                          |                          |  |             |                       |                       |  |
|  | Manchester City (1)        | 0 (3)                      |                     |                       |                              |                              |  | Tottenham Hotspur (1) | 0                        | 0                        | 0                        |                          |  |             |                       |                       |  |
|  |                            |                            |                     |                       |                              |                              |  | Tottenham Hotspur (1) | 0                        | 0                        | 0                        |                          |  |             |                       |                       |  |
|  |                            |                            | Chelsea (1)         | 2                     | 1                            | 3                            |  |                       |                          |                          |                          |                          |  |             |                       |                       |  |
|  | Stoke City (2)             | 1                          | Chelsea (1)         | 2                     | 1                            | 3                            |  |                       |                          |                          |                          |                          |  |             |                       |                       |  |
|  | Stoke City (2)             | 1                          |                     |                       |                              |                              |  |                       |                          |                          |                          |                          |  |             |                       |                       |  |
|  | Brentford (1)              | 2                          |                     |                       |                              |                              |  |                       |                          |                          |                          |                          |  |             |                       |                       |  |
|  | Brentford (1)              | 2                          |                     | Brentford (1)         | 0                            |                              |  |                       |                          |                          |                          |                          |  |             |                       |                       |  |
|  |                            |                            |                     | Brentford (1)         | 0                            |                              |  |                       |                          |                          |                          |                          |  |             |                       |                       |  |
|  |                            |                            | Chelsea (1)         | 2                     |                              |                              |  |                       |                          |                          |                          |                          |  |             |                       |                       |  |
|  | Chelsea (1) (p.)           | 1 (4)                      | Chelsea (1)         | 2                     |                              |                              |  |                       |                          |                          |                          |                          |  |             |                       |                       |  |
|  | Chelsea (1) (p.)           | 1 (4)                      |                     |                       |                              |                              |  |                       |                          |                          |                          |                          |  |             |                       |                       |  |
|  | Southampton (1)            | 1 (3)                      |                     |                       |                              |                              |  |                       |                          |                          |                          |                          |  |             |                       |                       |  |
|  | Southampton (1)            | 1 (3)                      |                     |                       |                              |                              |  |                       |                          |                          |                          |                          |  | Chelsea (1) | 0 (10)                |                       |  |
|  |                            |                            |                     |                       |                              |                              |  |                       |                          |                          |                          |                          |  | Chelsea (1) | 0 (10)                |                       |  |
|  |                            |                            | Liverpool (1) (p.)  | 0 (11)                |                              |                              |  |                       |                          |                          |                          |                          |  |             |                       |                       |  |
|  | Arsenal (1)                | 2                          | Liverpool (1) (p.)  | 0 (11)                |                              |                              |  |                       |                          |                          |                          |                          |  |             |                       |                       |  |
|  | Arsenal (1)                | 2                          |                     |                       |                              |                              |  |                       |                          |                          |                          |                          |  |             |                       |                       |  |
|  | Leeds United (1)           | 0                          |                     |                       |                              |                              |  |                       |                          |                          |                          |                          |  |             |                       |                       |  |
|  | Leeds United (1)           | 0                          |                     | Arsenal (1)           | 5                            |                              |  |                       |                          |                          |                          |                          |  |             |                       |                       |  |
|  |                            |                            |                     | Arsenal (1)           | 5                            |                              |  |                       |                          |                          |                          |                          |  |             |                       |                       |  |
|  |                            |                            | Sunderland (3)      | 1                     |                              |                              |  |                       |                          |                          |                          |                          |  |             |                       |                       |  |
|  | QPR (2)                    | 0 (1)                      | Sunderland (3)      | 1                     |                              |                              |  |                       |                          |                          |                          |                          |  |             |                       |                       |  |
|  | QPR (2)                    | 0 (1)                      |                     |                       |                              |                              |  |                       |                          |                          |                          |                          |  |             |                       |                       |  |
|  | Sunderland (3) (p.)        | 0 (3)                      |                     |                       |                              |                              |  |                       |                          |                          |                          |                          |  |             |                       |                       |  |
|  | Sunderland (3) (p.)        | 0 (3)                      |                     |                       |                              |                              |  | Arsenal (1)           | 0                        | 0                        | 0                        |                          |  |             |                       |                       |  |
|  |                            |                            |                     |                       |                              |                              |  | Arsenal (1)           | 0                        | 0                        | 0                        |                          |  |             |                       |                       |  |
|  |                            |                            | Liverpool (1)       | 0                     | 2                            | 2                            |  |                       |                          |                          |                          |                          |  |             |                       |                       |  |
|  | Preston North End (2)      | 0                          | Liverpool (1)       | 0                     | 2                            | 2                            |  |                       |                          |                          |                          |                          |  |             |                       |                       |  |
|  | Preston North End (2)      | 0                          |                     |                       |                              |                              |  |                       |                          |                          |                          |                          |  |             |                       |                       |  |
|  | Liverpool (1)              | 2                          |                     |                       |                              |                              |  |                       |                          |                          |                          |                          |  |             |                       |                       |  |
|  | Liverpool (1)              | 2                          |                     | Liverpool (1) (p.)    | 3 (5)                        |                              |  |                       |                          |                          |                          |                          |  |             |                       |                       |  |
|  |                            |                            |                     | Liverpool (1) (p.)    | 3 (5)                        |                              |  |                       |                          |                          |                          |                          |  |             |                       |                       |  |
|  |                            |                            | Leicester City (1)  | 3 (4)                 |                              |                              |  |                       |                          |                          |                          |                          |  |             |                       |                       |  |
|  | Leicester City (1) (p.)    | 2 (4)                      | Leicester City (1)  | 3 (4)                 |                              |                              |  |                       |                          |                          |                          |                          |  |             |                       |                       |  |
|  | Leicester City (1) (p.)    | 2 (4)                      |                     |                       |                              |                              |  |                       |                          |                          |                          |                          |  |             |                       |                       |  |
|  | Brighton & Hove Albion (1) | 2 (2)                      |                     |                       |                              |                              |  |                       |                          |                          |                          |                          |  |             |                       |                       |  |
|  | Brighton & Hove Albion (1) | 2 (2)                      |                     |                       |                              |                              |  |                       |                          |                          |                          |                          |  |             |                       |                       |  |
|  |                            |                            |                     |                       |                              |                              |  |                       |                          |                          |                          |                          |  |             |                       |                       |  |

### Octavos de final
Un total de 16 equipos jugaron esta fase, disputándose el 26 y 27 de octubre de 2021. Sólo el Sunderland fue el único equipo que pertenecía a la League One.
| 26 de octubre de 2021                             | Chelsea (1)   | 1–1 (4–3 p)                                      | Southampton (1) | Londres                                                           |  |
| 19:45 BST                                         | - Havertz 44' | Reporte                                          | - Adams 47'     | Estadio: Stamford Bridge Asistencia: 39,766 Árbitro: Kevin Friend |  |
|                                                   |               | Penaltis                                         |                 |                                                                   |  |
| - Alonso - Mount - Hudson-Odoi - Chilwell - James |               | - Armstrong - Walcott - Long - Smallbone - Romeu |                 |                                                                   |  |

| 26 de octubre de 2021 | Arsenal (1)                  | 2–0     | Leeds United (1) | Londres                                                              |  |
| 19:45 BST             | - Chambers 55' - Nketiah 69' | Reporte |                  | Estadio: Emirates Stadium Asistencia: 59,126 Árbitro: Andre Marriner |  |

| 26 de octubre de 2021             | Queens Park Rangers (2) | 0–0 (1–3 p)                     | Sunderland (3) | White City                                                                        |  |
| 19:45 BST                         |                         | Reporte                         |                | Estadio: Kiyan Prince Foundation Stadium Asistencia: 15,372 Árbitro: Keith Stroud |  |
|                                   |                         | Penaltis                        |                |                                                                                   |  |
| - Austin - Chair - Dykes - Barbet |                         | - McGeady - Stewart - Pritchard |                |                                                                                   |  |

| 27 de octubre de 2021 | Stoke City (2) | 1–2     | Brentford (1)           | Stoke-on-Trent                                                       |  |
| 19:45 BST             | - Sawyers 57'  | Reporte | - Canós 22' - Toney 40' | Estadio: Bet365 Stadium Asistencia: 9,584 Árbitro: Michael Salisbury |  |

| 27 de octubre de 2021                           | West Ham United (1) | 0–0 (5–3 p)                                  | Manchester City (1) | Londres                                                           |  |
| 19:45 BST                                       |                     | Reporte                                      |                     | Estadio: London Stadium Asistencia: 60,000 Árbitro: Jonathan Moss |  |
|                                                 |                     | Penaltis                                     |                     |                                                                   |  |
| - Noble - Bowen - Dawson - Cresswell - Benrahma |                     | - Foden - Cancelo - Gabriel Jesus - Grealish |                     |                                                                   |  |

| 27 de octubre de 2021                        | Leicester City (1)          | 2–2 (4–2 p)                            | Brighton & Hove Albion (1)  | Leicester                                                              |  |
| 19:45 BST                                    | - Barnes 6' - Lookman 45+5' | Reporte                                | - Webster 45+3' - Mwepu 71' | Estadio: King Power Stadium Asistencia: 21,163 Árbitro: Jarred Gillett |  |
|                                              |                             | Penaltis                               |                             |                                                                        |  |
| - Maddison - Barnes - Daka - Ricardo Pereira |                             | - Groß - Maupay - Mac Allister - Mwepu |                             |                                                                        |  |

| 27 de octubre de 2021 | Burnley (1) | 0–1     | Tottenham Hotspur (1) | Burnley                                                     |  |
| 19:45 BST             |             | Reporte | - Lucas Moura 68'     | Estadio: Turf Moor Asistencia: 14,637 Árbitro: Peter Bankes |  |

| 27 de octubre de 2021 | Preston North End (2) | 0–2     | Liverpool (1)              | Preston                                                   |  |
| 19:45 BST             |                       | Reporte | - Minamino 62' - Origi 84' | Estadio: Deepdale Asistencia: 22,131 Árbitro: David Coote |  |

### Cuartos de final
Un total de 8 equipos jugaron este fase, que se disputó el 21 y 22 de diciembre de 2021. Sólo el Sunderland, perteneciente a la League One, permanecía como el único club que no era de la Premier League, pero dio la sorpresa quedando en esta instancia.
| 21 de diciembre de 2021 | Arsenal (1)                                     | 5–1     | Sunderland (3)  | Londres                                                            |  |
| 19:45 BST               | - Nketiah 17', 49', 58' - Pépé 27' - Patino 90' | Reporte | - Broadhead 31' | Estadio: Emirates Stadium Asistencia: 59,027 Árbitro: Robert Jones |  |

| 22 de diciembre de 2021 | Brentford (1) | 0–2     | Chelsea (1)                         | Brentford                                                             |  |
| 19:45 BST               |               | Reporte | - Jansson 80' (a.g.) - Jorginho 85' | Estadio: Community Stadium Asistencia: 16,577 Árbitro: Andre Marriner |  |

| 22 de diciembre de 2021                                           | Liverpool (1)                                        | 3–3 (5–4 p)                                                         | Leicester City (1)             | Liverpool                                                  |  |
| 19:45 BST                                                         | - Oxlade-Chamberlain 19' - Jota 68' - Minamino 90+5' | Reporte                                                             | - Vardy 9', 13' - Maddison 33' | Estadio: Anfield Asistencia: 52,020 Árbitro: Andrew Madley |  |
|                                                                   |                                                      | Penaltis                                                            |                                |                                                            |  |
| - Milner - Firmino - Oxlade-Chamberlain - Keïta - Minamino - Jota |                                                      | - Tielemans - Maddison - Albrighton - Thomas - Iheanacho - Bertrand |                                |                                                            |  |

| 22 de diciembre de 2021 | Tottenham Hotspur (1)            | 2–1     | West Ham United (1) | Londres                                                                       |  |
| 19:45 BST               | - Bergwijn 29' - Lucas Moura 34' | Reporte | - Bowen 32'         | Estadio: Tottenham Hotspur Stadium Asistencia: 40,031 Árbitro: Chris Kavanagh |  |

### Semifinales
Esta fue la única llave de la competición que se jugó a partidos de ida y vuelta. Todos los participantes son provenientes de la Premier League. Esta llave estaba prevista para jugarse entre el 5 y 13 de enero del 2022, sin embargo la llave de ida de la semifinal entre Arsenal y Liverpool fue pospuesta para el 20 de enero de 2022, por un brote de COVID-19 entre jugadores y cuerpo técnico del club de Merseyside, siendo esto confirmado por la EFL el 4 de enero.
| 5 de enero de 2022 | Chelsea (1)                      | 2–0     | Tottenham Hotspur (1) | Stamford Bridge, Londres                 |  |
| 19:45 BST          | - Havertz 5' - Davies 34' (a.g.) | Reporte |                       | Asistencia: 37,868 Árbitro: Craig Pawson |  |

| 12 de enero de 2022 | Tottenham Hotspur (1) | 0–1     | Chelsea (1)   | Tottenham Hotspur Stadium, Londres         |  |
| 19:45 BST           |                       | Reporte | - Rüdiger 18' | Asistencia: 45,603 Árbitro: Andre Marriner |  |

| 13 de enero de 2022 | Liverpool (1) | 0–0     | Arsenal (1) | Anfield, Liverpool                         |  |
| 19:45 BST           |               | Reporte |             | Asistencia: 52,377 Árbitro: Michael Oliver |  |

| 20 de enero de 2022 | Arsenal (1) | 0–2     | Liverpool (1) | Emirates Stadium, Londres                   |  |
| 19:45 BST           |             | Reporte | Jota 19', 77' | Asistencia: 59,360 Árbitro: Martin Atkinson |  |

## Final
La final se disputó el domingo 27 de febrero de 2022 en Wembley.
| 27 de febrero de 2022, 16:30 (UTC+1) | Chelsea (1)                                                                                               | 0:0 (t. s.)(10:11 p.)      | Liverpool (1)                                                                                                   | Estadio Wembley, Londres                                   |                                                            |
|                                      | | Reporte                    | | Asistencia: 85 512 espectadores Árbitro(s): Stuart Attwell | Asistencia: 85 512 espectadores Árbitro(s): Stuart Attwell |
|                                      | | Tiros desde el punto penal | |                                                            |                                                            |
|                                      | Alonso · Lukaku · Havertz · James · Jorginho · Rüdiger · Kanté · Werner · Silva · Chalobah · Arrizabalaga |                            | Milner · Fabinho · Van Dijk · Alexander-Arnold · Salah · Jota · Origi · Robertson · Elliott · Konaté · Kelleher |                                                            |                                                            |

### Ficha
| 16    | POR   | Édouard Mendy     | 120' |
| 28    | DEF   | César Azpilicueta | 57'  |
| 14    | DEF   | Trevoh Chalobah   |      |
| 6     | DEF   | Thiago Silva      |      |
| 2     | DEF   | Antonio Rüdiger   |      |
| 3     | DEF   | Marcos Alonso     |      |
| 8     | MED   | Mateo Kovačić     | 106' |
| 7     | MED   | N'Golo Kanté      |      |
| 19    | MED   | Mason Mount       | 74'  |
| 10    | MED   | Christian Pulisic | 74'  |
| 29    | DEL   | Kai Havertz       |      |
| D. T. | D. T. | Thomas Tuchel     |      |

| 62    | POR   | Caoimhín Kelleher      |     |
| 66    | DEF   | Trent Alexander-Arnold |     |
| 32    | DEF   | Joel Matip             | 91' |
| 4     | DEF   | Virgil van Dijk        |     |
| 26    | DEF   | Andrew Robertson       |     |
| 3     | MED   | Fabinho                |     |
| 14    | MED   | Jordan Henderson       | 79' |
| 8     | MED   | Naby Keïta             | 80' |
| 11    | DEL   | Mohamed Salah          |     |
| 23    | DEL   | Luis Díaz              | 97' |
| 10    | DEL   | Sadio Mané             | 80' |
| D. T. | D. T. | Jürgen Klopp           |     |

| 24 | DEF | Reece James       | 57'  |
| 9  | DEL | Romelu Lukaku     | 74'  |
| 11 | DEL | Timo Werner       | 74'  |
| 5  | MED | Jorginho          | 106' |
| 1  | POR | Kepa Arrizabalaga | 120' |

| 67 | MED | Harvey Elliott  | 79' |
| 7  | MED | James Milner    | 80' |
| 20 | DEL | Diogo Jota      | 80' |
| 5  | DEF | Ibrahima Konaté | 91' |
| 27 | DEL | Divock Origi    | 97' |

| - | - |  |

| Acierto de penal · Acierto de penal · Acierto de penal · Acierto de penal · Acierto de penal · Acierto de penal · Acierto de penal · Acierto de penal · Acierto de penal · Acierto de penal · Fallo de penal | Marcos Alonso Romelu Lukaku Kai Havertz Reece James Jorginho Antonio Rüdiger N'Golo Kanté Timo Werner Thiago Silva Trevoh Chalobah Kepa Arrizabalaga | 1:1 2:2 3:3 4:4 5:5 6:6 7:7 8:8 9:9 10:10 10:11 |

| Acierto de penal · Acierto de penal · Acierto de penal · Acierto de penal · Acierto de penal · Acierto de penal · Acierto de penal · Acierto de penal · Acierto de penal · Acierto de penal · Acierto de penal | James Milner Fabinho Virgil van Dijk Trent Alexander-Arnold Mohamed Salah Diogo Jota Divock Origi Andrew Robertson Harvey Elliott Ibrahima Konaté Caoimhín Kelleher | 0:1 1:2 2:3 3:4 4:5 5:6 6:7 7:8 8:9 9:10 10:11 |

| 90' · 99' · 105+2' | Mateo Kovačić N'Golo Kanté Kai Havertz |

| 105+2' | Trent Alexander-Arnold |

| Principal  | Stuart Attwell  |
| Asistentes | Dan Cook        |
|            | Daniel Robathan |
| Cuarto     | Andrew Madley   |

| VAR            | Darren England |
| Asistentes VAR | Simon Bennett  |

|                    |     |     |
| Tiros              | 11  | 20  |
| Tiros a puerta     | 4   | 6   |
| Faltas             | 14  | 10  |
| Saques de esquina  | 2   | 11  |
| Posesión del balón | 45% | 55% |

| Alineación inicial |

| 16    | POR   | Édouard Mendy     | 120' |
| 28    | DEF   | César Azpilicueta | 57'  |
| 14    | DEF   | Trevoh Chalobah   |      |
| 6     | DEF   | Thiago Silva      |      |
| 2     | DEF   | Antonio Rüdiger   |      |
| 3     | DEF   | Marcos Alonso     |      |
| 8     | MED   | Mateo Kovačić     | 106' |
| 7     | MED   | N'Golo Kanté      |      |
| 19    | MED   | Mason Mount       | 74'  |
| 10    | MED   | Christian Pulisic | 74'  |
| 29    | DEL   | Kai Havertz       |      |
| D. T. | D. T. | Thomas Tuchel     |      |

| 62    | POR   | Caoimhín Kelleher      |     |
| 66    | DEF   | Trent Alexander-Arnold |     |
| 32    | DEF   | Joel Matip             | 91' |
| 4     | DEF   | Virgil van Dijk        |     |
| 26    | DEF   | Andrew Robertson       |     |
| 3     | MED   | Fabinho                |     |
| 14    | MED   | Jordan Henderson       | 79' |
| 8     | MED   | Naby Keïta             | 80' |
| 11    | DEL   | Mohamed Salah          |     |
| 23    | DEL   | Luis Díaz              | 97' |
| 10    | DEL   | Sadio Mané             | 80' |
| D. T. | D. T. | Jürgen Klopp           |     |

| 24 | DEF | Reece James       | 57'  |
| 9  | DEL | Romelu Lukaku     | 74'  |
| 11 | DEL | Timo Werner       | 74'  |
| 5  | MED | Jorginho          | 106' |
| 1  | POR | Kepa Arrizabalaga | 120' |

| 67 | MED | Harvey Elliott  | 79' |
| 7  | MED | James Milner    | 80' |
| 20 | DEL | Diogo Jota      | 80' |
| 5  | DEF | Ibrahima Konaté | 91' |
| 27 | DEL | Divock Origi    | 97' |

| - | - |  |

| Acierto de penal · Acierto de penal · Acierto de penal · Acierto de penal · Acierto de penal · Acierto de penal · Acierto de penal · Acierto de penal · Acierto de penal · Acierto de penal · Fallo de penal | Marcos Alonso Romelu Lukaku Kai Havertz Reece James Jorginho Antonio Rüdiger N'Golo Kanté Timo Werner Thiago Silva Trevoh Chalobah Kepa Arrizabalaga | 1:1 2:2 3:3 4:4 5:5 6:6 7:7 8:8 9:9 10:10 10:11 |

| Acierto de penal · Acierto de penal · Acierto de penal · Acierto de penal · Acierto de penal · Acierto de penal · Acierto de penal · Acierto de penal · Acierto de penal · Acierto de penal · Acierto de penal | James Milner Fabinho Virgil van Dijk Trent Alexander-Arnold Mohamed Salah Diogo Jota Divock Origi Andrew Robertson Harvey Elliott Ibrahima Konaté Caoimhín Kelleher | 0:1 1:2 2:3 3:4 4:5 5:6 6:7 7:8 8:9 9:10 10:11 |

| 90' · 99' · 105+2' | Mateo Kovačić N'Golo Kanté Kai Havertz |

| 105+2' | Trent Alexander-Arnold |

| Principal  | Stuart Attwell  |
| Asistentes | Dan Cook        |
|            | Daniel Robathan |
| Cuarto     | Andrew Madley   |

| VAR            | Darren England |
| Asistentes VAR | Simon Bennett  |

|                    |     |     |
| Tiros              | 11  | 20  |
| Tiros a puerta     | 4   | 6   |
| Faltas             | 14  | 10  |
| Saques de esquina  | 2   | 11  |
| Posesión del balón | 45% | 55% |

| Alineación inicial |

| 16    | POR   | Édouard Mendy     | 120' |
| 28    | DEF   | César Azpilicueta | 57'  |
| 14    | DEF   | Trevoh Chalobah   |      |
| 6     | DEF   | Thiago Silva      |      |
| 2     | DEF   | Antonio Rüdiger   |      |
| 3     | DEF   | Marcos Alonso     |      |
| 8     | MED   | Mateo Kovačić     | 106' |
| 7     | MED   | N'Golo Kanté      |      |
| 19    | MED   | Mason Mount       | 74'  |
| 10    | MED   | Christian Pulisic | 74'  |
| 29    | DEL   | Kai Havertz       |      |
| D. T. | D. T. | Thomas Tuchel     |      |

| 62    | POR   | Caoimhín Kelleher      |     |
| 66    | DEF   | Trent Alexander-Arnold |     |
| 32    | DEF   | Joel Matip             | 91' |
| 4     | DEF   | Virgil van Dijk        |     |
| 26    | DEF   | Andrew Robertson       |     |
| 3     | MED   | Fabinho                |     |
| 14    | MED   | Jordan Henderson       | 79' |
| 8     | MED   | Naby Keïta             | 80' |
| 11    | DEL   | Mohamed Salah          |     |
| 23    | DEL   | Luis Díaz              | 97' |
| 10    | DEL   | Sadio Mané             | 80' |
| D. T. | D. T. | Jürgen Klopp           |     |

| 24 | DEF | Reece James       | 57'  |
| 9  | DEL | Romelu Lukaku     | 74'  |
| 11 | DEL | Timo Werner       | 74'  |
| 5  | MED | Jorginho          | 106' |
| 1  | POR | Kepa Arrizabalaga | 120' |

| 67 | MED | Harvey Elliott  | 79' |
| 7  | MED | James Milner    | 80' |
| 20 | DEL | Diogo Jota      | 80' |
| 5  | DEF | Ibrahima Konaté | 91' |
| 27 | DEL | Divock Origi    | 97' |

| - | - |  |

| Acierto de penal · Acierto de penal · Acierto de penal · Acierto de penal · Acierto de penal · Acierto de penal · Acierto de penal · Acierto de penal · Acierto de penal · Acierto de penal · Fallo de penal | Marcos Alonso Romelu Lukaku Kai Havertz Reece James Jorginho Antonio Rüdiger N'Golo Kanté Timo Werner Thiago Silva Trevoh Chalobah Kepa Arrizabalaga | 1:1 2:2 3:3 4:4 5:5 6:6 7:7 8:8 9:9 10:10 10:11 |

| Acierto de penal · Acierto de penal · Acierto de penal · Acierto de penal · Acierto de penal · Acierto de penal · Acierto de penal · Acierto de penal · Acierto de penal · Acierto de penal · Acierto de penal | James Milner Fabinho Virgil van Dijk Trent Alexander-Arnold Mohamed Salah Diogo Jota Divock Origi Andrew Robertson Harvey Elliott Ibrahima Konaté Caoimhín Kelleher | 0:1 1:2 2:3 3:4 4:5 5:6 6:7 7:8 8:9 9:10 10:11 |

| 90' · 99' · 105+2' | Mateo Kovačić N'Golo Kanté Kai Havertz |

| 105+2' | Trent Alexander-Arnold |

| Principal  | Stuart Attwell  |
| Asistentes | Dan Cook        |
|            | Daniel Robathan |
| Cuarto     | Andrew Madley   |

| VAR            | Darren England |
| Asistentes VAR | Simon Bennett  |

|                    |     |     |
| Tiros              | 11  | 20  |
| Tiros a puerta     | 4   | 6   |
| Faltas             | 14  | 10  |
| Saques de esquina  | 2   | 11  |
| Posesión del balón | 45% | 55% |

| Alineación inicial |

| 16    | POR   | Édouard Mendy     | 120' |
| 28    | DEF   | César Azpilicueta | 57'  |
| 14    | DEF   | Trevoh Chalobah   |      |
| 6     | DEF   | Thiago Silva      |      |
| 2     | DEF   | Antonio Rüdiger   |      |
| 3     | DEF   | Marcos Alonso     |      |
| 8     | MED   | Mateo Kovačić     | 106' |
| 7     | MED   | N'Golo Kanté      |      |
| 19    | MED   | Mason Mount       | 74'  |
| 10    | MED   | Christian Pulisic | 74'  |
| 29    | DEL   | Kai Havertz       |      |
| D. T. | D. T. | Thomas Tuchel     |      |

| 62    | POR   | Caoimhín Kelleher      |     |
| 66    | DEF   | Trent Alexander-Arnold |     |
| 32    | DEF   | Joel Matip             | 91' |
| 4     | DEF   | Virgil van Dijk        |     |
| 26    | DEF   | Andrew Robertson       |     |
| 3     | MED   | Fabinho                |     |
| 14    | MED   | Jordan Henderson       | 79' |
| 8     | MED   | Naby Keïta             | 80' |
| 11    | DEL   | Mohamed Salah          |     |
| 23    | DEL   | Luis Díaz              | 97' |
| 10    | DEL   | Sadio Mané             | 80' |
| D. T. | D. T. | Jürgen Klopp           |     |

| 24 | DEF | Reece James       | 57'  |
| 9  | DEL | Romelu Lukaku     | 74'  |
| 11 | DEL | Timo Werner       | 74'  |
| 5  | MED | Jorginho          | 106' |
| 1  | POR | Kepa Arrizabalaga | 120' |

| 67 | MED | Harvey Elliott  | 79' |
| 7  | MED | James Milner    | 80' |
| 20 | DEL | Diogo Jota      | 80' |
| 5  | DEF | Ibrahima Konaté | 91' |
| 27 | DEL | Divock Origi    | 97' |

| - | - |  |

| Acierto de penal · Acierto de penal · Acierto de penal · Acierto de penal · Acierto de penal · Acierto de penal · Acierto de penal · Acierto de penal · Acierto de penal · Acierto de penal · Fallo de penal | Marcos Alonso Romelu Lukaku Kai Havertz Reece James Jorginho Antonio Rüdiger N'Golo Kanté Timo Werner Thiago Silva Trevoh Chalobah Kepa Arrizabalaga | 1:1 2:2 3:3 4:4 5:5 6:6 7:7 8:8 9:9 10:10 10:11 |

| Acierto de penal · Acierto de penal · Acierto de penal · Acierto de penal · Acierto de penal · Acierto de penal · Acierto de penal · Acierto de penal · Acierto de penal · Acierto de penal · Acierto de penal | James Milner Fabinho Virgil van Dijk Trent Alexander-Arnold Mohamed Salah Diogo Jota Divock Origi Andrew Robertson Harvey Elliott Ibrahima Konaté Caoimhín Kelleher | 0:1 1:2 2:3 3:4 4:5 5:6 6:7 7:8 8:9 9:10 10:11 |

| 90' · 99' · 105+2' | Mateo Kovačić N'Golo Kanté Kai Havertz |

| 105+2' | Trent Alexander-Arnold |

| Principal  | Stuart Attwell  |
| Asistentes | Dan Cook        |
|            | Daniel Robathan |
| Cuarto     | Andrew Madley   |

| VAR            | Darren England |
| Asistentes VAR | Simon Bennett  |

|                    |     |     |
| Tiros              | 11  | 20  |
| Tiros a puerta     | 4   | 6   |
| Faltas             | 14  | 10  |
| Saques de esquina  | 2   | 11  |
| Posesión del balón | 45% | 55% |

| Alineación inicial |

|                             |
| Bandera de Inglaterra       |
| Campeón Liverpool 9° título |

## Máximos goleadores
| Rank | Jugador                   | Club              | Goles |
| ---- | ------------------------- | ----------------- | ----- |
| 1    | Marcus Forss              | Brentford         | 5     |
| 1    | Eddie Nketiah             | Arsenal           | 5     |
| 3    | Cameron Archer            | Aston Villa       | 4     |
| 3    | Takumi Minamino           | Liverpool         | 4     |
| 3    | Aiden O'Brien             | Sunderland        | 4     |
| 3    | Emil Riis Jakobsen        | Preston North End | 4     |
| 3    | Jay Rodriguez             | Burnley           | 4     |
| 8    | Pierre-Emerick Aubameyang | Arsenal           | 3     |
| 8    | Mohamed Elyounoussi       | Southampton       | 3     |
| 8    | Diogo Jota                | Liverpool         | 3     |
| 8    | Morgan Whittaker          | Swansea City      | 3     |
| 8    | Yoane Wissa               | Brentford         | 3     |